# Oberholz (Gemeinde St. Veit in Defereggen)
Oberholz ist eine Streusiedlung in der Gemeinde St. Veit in Defereggen im Defereggental (Osttirol). Oberholz ist die höchstgelegene Siedlung der Fraktion Gsaritzen und gleichzeitig die höchste Siedlung der Gemeinde St. Veit.

## Geographie
Oberholz liegt in etwa 1665 Metern Höhe an den Südostabhängen des Speikboden zwischen den beiden Quellbächen des Gsaritzerbachs. Unterhalb bzw. südlich von Oberholz liegt die Streusiedlung Gsaritzen, südwestlich die Hofstelle Prozent, die zu St. Veit Dorf gehört. Oberholz besteht aus dem Paarhof Oberholz (Gsaritzen 5) sowie den Gebäuden Gsaritzen 27, 30 und 33. Erreichbar ist Oberholz über das Dorf St. Veit, wobei bei der Hofstelle Oberkross eine bergaufwärts führende Straße über die Streusiedlung Gsaritzen und die Hofstelle Prozent nach Oberholz führt.

## Geschichte
Den Grundstein für die Besiedlung von Oberholz wurde durch die mittelalterlichen Schwaigen (Urhöfe) „Schwaige auf Gsarizn“ (Grundherrschaft Amt Windisch-Matrei) und Clebinschweige (Grundherrschaft Widum) gelegt. Im Bereich dieser Schwaigen entstanden durch Neurodungen zudem die Raut im Kraß (Kros) und Raut im Holz (Oberholz ?), die dem Amt Windisch-Matrei unterstanden. Hinzu kam die Prästenraut.
Oberholz wurde von der Statistik in der Regel als Teil der Streusiedlung Gsaritzen eingerechnet. Erst 1961 wird Oberholz als Einzelsiedlung mit einem Haus und zwei Einwohnern erwähnt. 1981 umfasste Oberholz als Streusiedlung drei Gebäude und drei Einwohner. Nach 1981 wird Oberholz nicht mehr separat angegeben, sondern bei der Fraktion bzw. Streusiedlung Gsaritzen eingerechnet.

## Bauwerke
Das zweigeschoßige Wohngebäude des Paarhof Oberholz stammt im Kern vermutlich aus dem 17. Jahrhundert, wurde jedoch 1972 mit einem Dachausbau umgebaut. Es handelt sich um einen typischen Kantblockbau mit Blockpfettendach, wobei der Küchenbereich mit Mauerwerk ummantelt wurde. In beiden Geschoßen bestehen umlaufende Söller. Das Wirtschaftsgebäude Wohngebäudes besitzt einen gemauerten Stall, über dem in
kombinierter Holzbauweise (Block- und Ständerbohlenbauweise) eine gezimmerte Tenne mit darüber liegender Heulege eingerichtet wurde. Vor dem Paarhof befindet sich ein Wegkreuz aus dem Ende des 19. Jahrhunderts, südwestlich ein weiteres Wegkreuz aus derselben Zeit.